# Haworthia borealis
Haworthia borealis är en grästrädsväxtart som beskrevs av M. Hayashi. Haworthia borealis ingår i släktet Haworthia och familjen grästrädsväxter. Inga underarter finns listade i Catalogue of Life.